# Ère Genbun

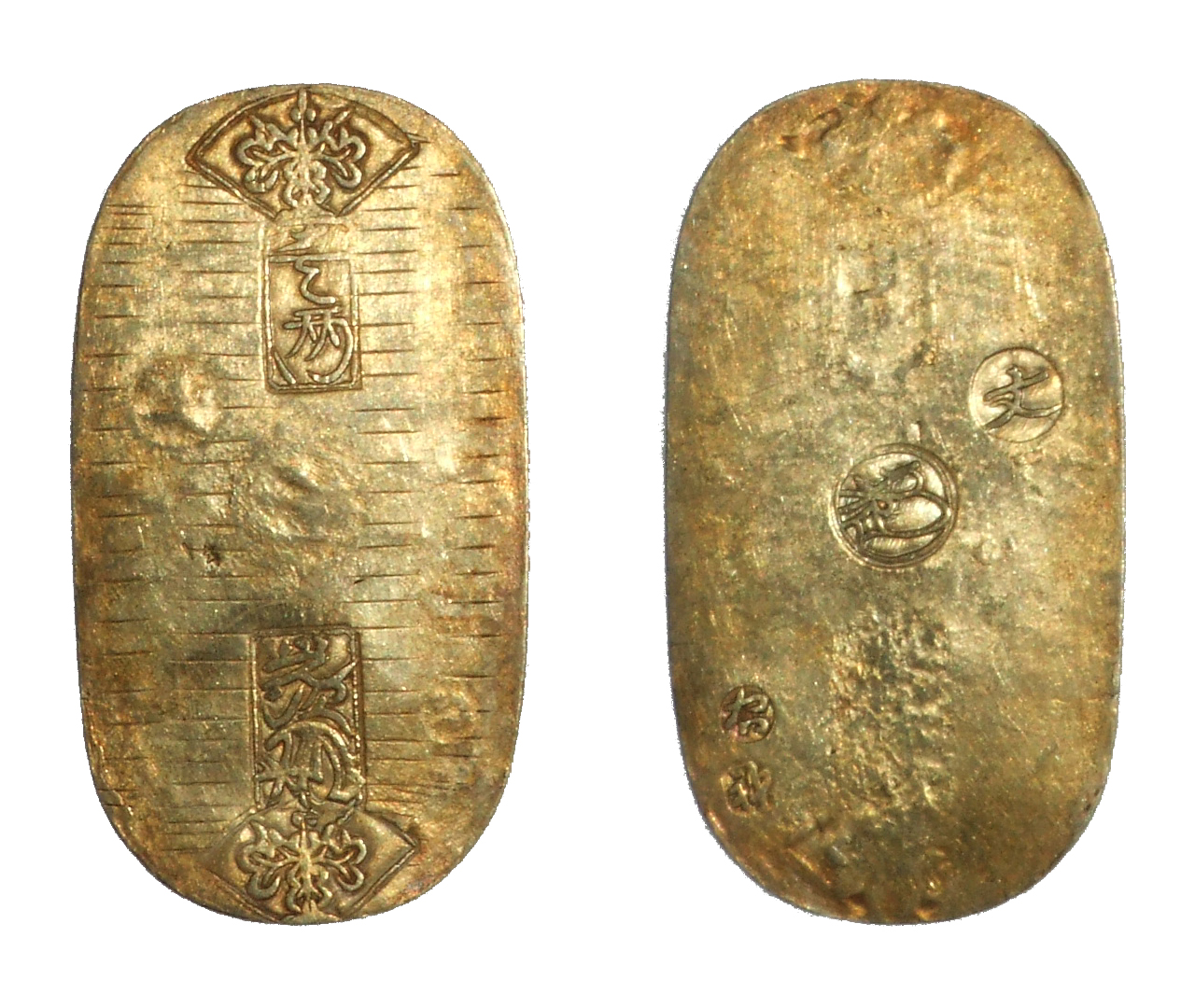
Eres du Japon

L'ère Genbun (en japonais: 元文) est une des ères du Japon (年号, nengō, littéralement « le nom de l'année ») suivant l'ère Kyōhō et précédant l'ère Kanpō. Elle couvre la période qui s'étend du mois d'avril 1736 au mois de février 1741. L'empereur régnant est Sakuramachi-tennō (桜町天皇).

## Changement de l'ère
- 1736 Genbun gannen (元文元年?) : Pour marquer le couronnement de Sakuramachi, le nom de l'ère est changé pour Genbun (« Civilité originelle »). L'ère précédente se termine et la nouvelle commence en Kyōhō 21, le 21e jour du 4e mois.

## Événements de l'ère Genbun
- 1736 (Genbun 1) : Le shogunat publie un édit déclarant que désormais, la seule monnaie autorisée dans l'empire seront ces pièces de cuivre marquées sur l'avers avec le caractère 文 (prononcé bun en japonais ou wen en chinois — c'est-à-dire le même caractère que l'on retrouve dans le nom d'ère de Genbun)[3].
- 1737 (Genbun 2, 11e mois) : on remarque une comète dans la partie occidentale du ciel[3].
- 1738 (Genbun 3) : les rituels ésotériques shinto Daijō-ye (大嘗會,, ダイジヤウヱ,?, Daijō-sai) sont effectués par l'empereur[3].
- 1739 (Genbun 4) : certains fondeurs dans Edo reçoivent des commandes pour créer des pièces de fer destinées à être utilisées dans l'empire[3].
- 1739 (Genbun 4) : Hosokawa Etchū-no-kami de Higo est tué dans le château d'Edo par Itakura Katsukane et il est ordonné à l'assassin de se suicider comme juste punition; Toutefois, le shogun Yoshimune intervient personnellement pour atténuer les conséquences négatives pour la famille fudai de l'assassin[4].
- 8 août 1740 (Genbun 5, 16e jour du 7e mois) : importantes inondations à Heian-kyō. Le pont de Sanjo est emporté[5].
- 11 janvier 1741 (Genbun 5, 24e jour du 11e mois) : les cérémonies ésotériques Niiname-matsuri sont effectuées. Cette cérémonie spécifique a été tenue en suspens pendant les 280 années précédentes[5].
- 12 janvier 1741 (Genbun 5, 25e jour du 11e mois) : les cérémonies ésotériques Toyonoakari-no-sechiye sont effectuées[5].